# Gastronomia de Nigèria
La gastronomia nigeriana consisteix en diversos plats o aliments dels centenars de grups ètnics africans nadius que formen Nigèria. Com altres cuines de l'Àfrica Occidental, utilitza espècies i herbes, així com oli de palma o de cacauet en salses de gust fort i sopes molt especiades. A les llars i restaurants, els plats sovint combinen un midó (swallow), carn o peix (protein) i verdures (vegetable).
Entre els plats més emblemàtics de la cuina nigeriana es troben el jollof rice (arròs wòlof), el moimoi (pastís de mongetes) o fins i tot les suyas (carn a la brasa) i el kilishi (carn seca). La cuina nigeriana és coneguda per les seves nombroses sopes, originàriament específiques de determinades regions però avui àmpliament distribuïdes per tot el país: egusi elaborat amb pistatxo africà, ogbono (fruites del gènere Irvingia), pepper soup (sopa de pebrot fortament picant), edikang ikong, etc.
Els aliments bàsics amb midó han estat durant molt de temps el nyam, la mandioca o els cereals que es conreaven tradicionalment a l'Àfrica Occidental (mill, sorgo); cada cop es substitueixen més per l'arròs, ja que el seu consum creix a un ritme ràpid.
Els festins nigerians poden ser acolorits i fastuosos, mentre que els aperitius aromàtics del mercat i del carrer cuinats a la barbacoa o fregits en oli són abundants i variats. La carn d'animals silvestres també es consumeix a Nigèria. El porc espí i les rates de canya són les espècies de carn d'animals silvestres més populars a Nigèria.
Les fruites tropicals com la síndria, la pinya, el coco, el plàtan, la taronja i el mango es consumeixen principalment a Nigèria.